# The Old Manse
Als The Old Manse (offiziell Old Manse, deutsch Das alte Pfarrhaus) ist das ca. 1769 für den Patrioten und Pastor William Emerson errichtete Wohnhaus bekannt, das in den folgenden einhundert Jahren zum Zentrum politischer, literarischer und sozialer Revolutionen wurde. Es befindet sich an der Monument Street in Concord im Bundesstaat Massachusetts der Vereinigten Staaten.
Das Gebäude steht in unmittelbarer Nachbarschaft zur Old North Bridge, wo am 19. April 1775, der in den USA heute als Patriots’ Day gefeiert wird, der Unabhängigkeitskrieg der Vereinigten Staaten seinen Anfang nahm. In der Mitte des 19. Jahrhunderts trafen sich hier regelmäßig führende Transzendentalisten wie Bronson Alcott, Henry David Thoreau und Margaret Fuller, um das aktuelle Geschehen zu diskutieren. Heute wird es von der Organisation The Trustees of Reservations als Museum betrieben.

## Allgemeines
Das Old Manse befindet sich im Zentrum eines insgesamt 6,71 Acres (2,7 ha) großen Grundstücks, das sich von Ost nach West von der Monument Street bis zum Ufer des Concord River erstreckt. Im Norden grenzt es an die Straße, die unmittelbar zur North Bridge führt, im Süden schließt sich eine Freifläche an, die Teil des Minute Man National Historical Park ist.
Der Gemüsegarten, der heute vollständig restauriert ist, wurde ursprünglich von Henry David Thoreau als Hochzeitsgeschenk für Nathaniel Hawthorne und seine Frau angepflanzt. Das Grundstück ist Teil des Bay Circuit Trail.

## Geschichte
Das äußerlich recht unscheinbare, ehemalige Pfarrhaus erhält durch seine enge Verbindung mit dem Schriftsteller Nathaniel Hawthorne eine große historische Bedeutung. Er bezog das Haus gemeinsam mit seiner Frau Sophia Peabody unmittelbar nach der Hochzeit im Juli 1842. Die dreieinhalb Jahre, die sie dort verbrachten, hielt Hawthorne in seinen American Notebooks und in seinem Essay The Old Manse fest, in dem er dem Haus seinen noch heute verwendeten Namen gab. Ebenso verfasste er dort die meisten der Erzählungen aus seinem Buch Mosses From an Old Manse.
Das Haus wurde ursprünglich ca. 1769 für Reverend William Emerson errichtet, der zu dieser Zeit Pastor in Concord (der heutigen First Parish Church) und zugleich Kaplan der Kontinentalarmee im Fort Ticonderoga war. Sein Enkel Ralph Waldo Emerson besuchte das Haus als Kind sehr häufig und lebte dort kurzzeitig im Jahr 1834, während er an seinem 1836 veröffentlichten Werk Nature schrieb. Nach William Emersons Tod am 20. Oktober 1776 heiratete seine Witwe im Jahr 1780 Reverend Ezra Ripley, der dessen Nachfolge in der Kirche in Concord angetreten hatte. Mit ihm lebte sie weiterhin im Old Manse, und gemeinsam bekamen sie drei Kinder.
Nach Ripleys Tod vermietete sein Sohn Samuel das möblierte Haus von 1842 bis 1846 an Nathaniel Hawthorne und seine Frau. Nachdem Hawthorne ausgezogen war, kehrte Samuel Ripley mit seiner Frau und den jüngsten Kindern in sein Elternhaus zurück, wo er im folgenden Jahr verstarb. Seine Witwe lebte dort weiter bis zu ihrem eigenen Tod. Sie war sehr gebildet und gab Harvard-Studenten Nachhilfe in Französisch, Deutsch, Italienisch, Griechisch und Latein, aber auch in Mathematik. Während dieser Zeit wurde das Old Manse zum Zentrum des literarischen Lebens in Concord. Bis die Trustees of Reservations das Gebäude samt einem Großteil der Inneneinrichtung im Jahr 1939 erwarben, befand es sich durchgehend in Privatbesitz der Nachfahren von Samuel Ripley. Heute wird es als Museum betrieben und ist für die Öffentlichkeit zugänglich.

## Architektur

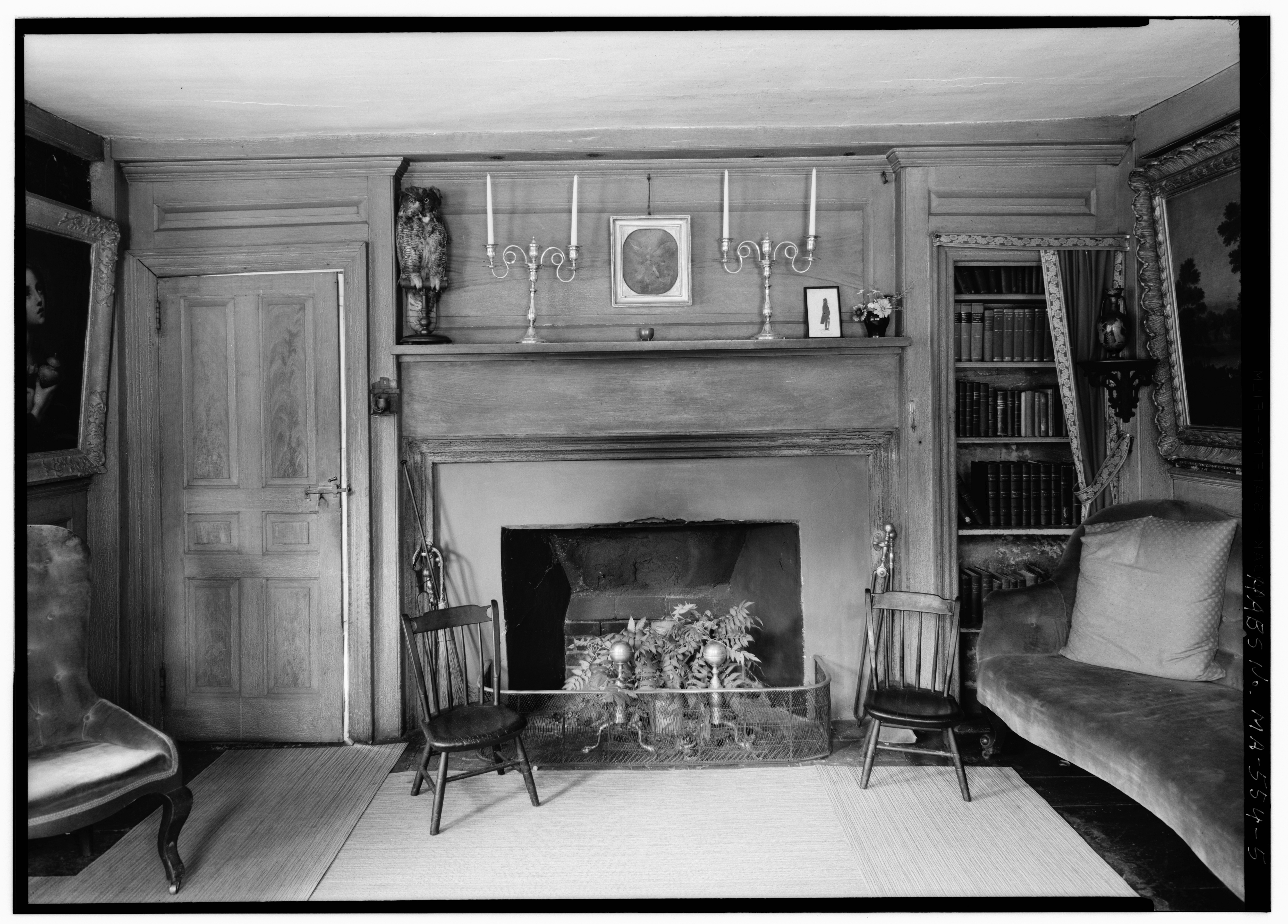
Kaminzimmer

Das Gebäude wurde seit seiner Errichtung (ca. 1769) nur marginal verändert. Es verfügt über eineinhalb Stockwerke und besteht aus einer hölzernen Stülpschalung, die auf einem flachen Steinfundament sitzt. Das Mansarddach durchbrechen zwei Kamine. Die zweiflügeligen Vertikalschiebefenster werden jeweils von einem modellierten Fenstersturz und von gerippten Fensterläden eingerahmt. Die Eingänge befinden sich an der Ost-, Süd- und Westseite, wobei die Ost- zugleich die Vorderseite des Hauses ist. Die Eingänge werden von dreieckigen Ziergiebeln überdacht, und zusätzlich flankieren Pilaster die Eingänge an der Ost- und Südseite.
Auf der Rückseite des Hauses bilden die beiden südlichen Joche eine Brücke zu einem rechtwinklig angesetzten, einstöckigen Anbau mit Giebeldach, an dem auf der Südseite ein Schuppen – ebenfalls mit Giebeldach – angebaut wurde. Die Dachgaube an der Vorderseite und das Erkerfenster an der südöstlichen Hausecke wurden ca. 1880 hinzugefügt.
Das Innere des Hauses folgt dem typischen Aufbau rund um eine zentrale Eingangshalle. Im Erdgeschoss befinden sich auf der Nordseite ein formales Empfangszimmer und der Speiseraum, südlich der Halle gibt es ein weiteres, kleineres Empfangszimmer und die Küche. Im Anbau wurde eine zweite Küche für die Sommermonate untergebracht. Im Obergeschoss befinden sich drei Schlafräume sowie ein Studierzimmer in der nordwestlichen Ecke, das sowohl Ralph Waldo Emerson als auch Nathaniel Hawthorne intensiv nutzten.
Alle Räume sind vertäfelt. Die französischen Tapeten im kleinen Empfangszimmer sowie an anderen Stellen stammen aus den Jahren vor 1850. Der größte Teil der Fenstergläser ist noch im Originalzustand erhalten; einige der Scheiben verfügen über Inschriften, die Hawthorne und seine Frau mit ihrem Diamantring eingeritzt haben.